# Paul Debes
Paul Debes (* 8. September 1906 in Elberfeld; † 6. Juni 2004 in Bindlach) war einer der Pioniere der Verbreitung des Buddhismus in Deutschland, Autor und Lehrer. Er gründete 1948 das „Buddhistische Seminar“, welches seit 1955 die Zweimonatsschrift „Wissen und Wandel“ herausgibt. Paul Debes war 1954 Mitbegründer und Vorstandsmitglied der „Buddhistischen Gesellschaft Hamburg“, sowie 1955 beteiligt an der Gründung der „Deutschen Buddhistischen Gesellschaft“, der heutigen „Deutschen Buddhistischen Union“.

## Schriften
- 1963 Das Dasein und seine Meisterung nach der Lehre des Buddha.
- 1979 Begriffe der Buddhareden mit Erklärung.
- 1982 Meisterung der Existenz durch die Lehre des Buddha. (2 Bände)
- 1987 Meditation nach dem Buddha.
- 2005 Paul Debes beantwortet Fragen zu buddhistischer Anschauung und Lebensführung. (2 Bände)